# Die Einsamkeit des Langstreckenläufers (Film)
Die Einsamkeit des Langstreckenläufers ist ein britisches Filmdrama des Regisseurs Tony Richardson aus dem Jahr 1962. Der Film beruht auf der literarischen Vorlage der gleichnamigen Erzählung des britischen Autors Alan Sillitoe, der auch das Drehbuch für die Verfilmung verfasste.

## Handlung
Zu Beginn des Films sieht man den 18-jährigen Colin Smith, der eine Landstraße im ländlichen England entlangläuft. Colins Stimme ist als Voice-over mit den Worten zu hören: „Laufen war schon immer eine große Sache in unserer Familie, vor allem das Weglaufen vor der Polizei“.
Er wird wegen Einbruchsdiebstahls in eine Bäckerei verhaftet und landet nach seiner Verurteilung in einer Haftanstalt für jugendliche Straftäter. Dort nimmt er an einem Rehabilitationsprogramm des Anstaltsdirektors teil, zu dem auch Leichtathletik gehört. Als sich herausstellt, dass Smith ein talentierter Läufer ist, wird er vom Anstaltsdirektor angewiesen, an einem Wettbewerb mit einer Public School teilzunehmen. Im Falle eines Sieges würde Colin vorzeitig entlassen werden, dazu müsste er aber den amtierenden Champion im Langstreckenlauf schlagen. Colin genießt zusehends Privilegien bei der Heimleitung und tritt damit ungewollt in die direkte Konkurrenz zu Stacy, dem bisherigen Spitzenläufer der Anstalt, der seine Missgunst gegenüber Colin nicht verbirgt, gleichzeitig aber unter der Rücksetzung leidet und schlussendlich aus der Anstalt ausbricht. Diesen Vorfall nutzt der Anstaltsdirektor und statuiert an dem Ausbrecher mit drakonischen Strafen ein Exempel.
Während des täglichen Trainings erinnert sich Colin an verschiedene Episoden seiner Vergangenheit in seiner Heimatstadt Nottingham. Besonders die familiäre Situation im Elternhaus tritt häufig in Erscheinung: der Tod seines schwerkranken Vaters, die verschwenderische Art, mit der zunächst seine Mutter und dann er selbst die Lebensversicherung über 500 Pfund verschleuderte sowie Konflikte mit dem neuen Freund seiner Mutter, der schon kurz nach dem Tod des Vaters selbstbewusst einen Platz im Haushalt beansprucht. Auch erinnert er sich an einen Wochenendtrip mit Freunden ans Meer und an seinen Einbruchdiebstahl, den er gemeinsam mit seinem Freund Mike unternahm, mit darauffolgender Verhaftung.
In Parallelmontagen wird so Colins schwierige Vergangenheit der Gegenwart – dem Leben in der Erziehungsanstalt – gegenübergestellt. Es wird deutlich, dass Colin gegen jede Form von Autorität rebelliert und Unterordnung und Anpassung verabscheut.
Am Tag des Wettkampfs treffen die Jugendlichen der Erziehungsanstalt auf die Gegner aus der Public School, die sichtbar aus gutem Hause kommen. Dennoch entsteht keine harte Wettkampfstimmung, sondern ein kameradschaftliches Necken und neugieriges Beobachten. Colin setzt sich schnell an die Spitze des Läuferfeldes und kann seine Führung bis zuletzt halten. Kurz vor der Zielgeraden laufen die im Film gezeigten Erinnerungen erneut in Form von Fragmenten an seinem inneren Auge vorbei. Dabei wird ihm klar, dass er in seinem Leben bisher stets nur auf die Vorgaben verschiedener Autoritätspersonen reagierte, anstatt sein Schicksal selbst in die Hand zu nehmen. Um seine Ablehnung gegenüber Obrigkeiten auszudrücken, drosselt er trotz lauter Anfeuerungsrufe seiner Anstaltskameraden das Tempo und lässt mit selbstbewusstem Blick seinen Verfolger, den amtierenden Champion und Favoriten des gegnerischen Teams, vor sich die Ziellinie überqueren.

## Hintergrund
Tony Richardsons Film kann zu der sogenannten British New Wave gezählt werden, einer Welle an Filmen, mit denen junge Filmemacher zu dieser Zeit das britische Kino zu erneuern suchten. Neben anderen Filmen wie Room at the Top wird Die Einsamkeit des Langstreckenläufers zudem als einer der ersten Filme des Free Cinema bezeichnet. Auch die Form der Rückblendentechnik wurde später in anderen Filmen häufig verwendet, wie auch in This Sporting Life.
An den damaligen Kinokassen blieb Die Einsamkeit des Langstreckenläufers etwas hinter den Erwartungen zurück, nachdem die Produktionsfirma Bryanstorm Films mit einigen lebensnahen und gesellschaftskritischen Filmen sehr erfolgreich gewesen war. Die Popularität des Filmes war aber zumindest so hoch, dass sie den Hauptdarsteller Tom Courtenay als bedeutendes neues Gesicht im britischen Kino etablieren konnte.

## Kritik
Die Einsamkeit des Langstreckenläufers wurde von der Filmkritik überwiegend positiv aufgenommen. Bosley Crowther lobte in der New York Times die auch in der zugrundeliegenden Kurzgeschichte von Sillitoe so praktizierte Intention des Filmes, die Schlüsse aus den gezeigten Situationen und Verhältnissen nicht vorzugeben, sondern den Zuschauer selbst ziehen zu lassen. Besonders gelungen sei die psychische Zeichnung der im Film Erziehenden. Schwierig für amerikanische Ohren sei jedoch der im Film gesprochene Dialekt. Auch in Deutschland fielen die Kritiken überwiegend positiv aus:

„Ein herausragendes Werk des britischen ‚Free Cinema‘: Präzise Milieustudien, in denen die gesellschaftlichen Ursachen der Kriminalität verdeutlicht werden, verbinden sich mit dem rebellischen Gestus der englischen Nachkriegsjugend.“

„Sillitoe, Richardson und Lassally haben jeder auf seine Weise beträchtlichen Anteil an der kurzen Blüte des englischen Films Anfang der sechziger Jahre… Hier ist die Handlung von Poesie überstrahlt, ohne dass dabei die Substanz aggressiver Zeitkritik verfälscht wird.“

„Englischer Film von hoher künstlerischer Fertigkeit. Ab 16 zu empfehlen.“

Zu den kritischen Stimmen zählte Pauline Kael: Der Film versuche, verschiedene Stilformen miteinander zu integrieren, habe aber am Ende weder Stil noch eine ästhetische Struktur. Der Film wirke eher „abgehackt“ als zusammenhängend.
Stephen Applebaum schrieb 2002 für die BBC, dass der Film damals mit seinen grimmigen Bildern und seiner Darstellung der Arbeiterklasse frisch gewirkt haben müsse. Heute sei er aber eher das Relikt einer vergangenen Ära. Richardsons Regie sei zwar straff, aber einige seiner offenbar von Nouvelle Vague inspirierten Regieeinfälle würden wie Gimmicks erscheinen. „Immer noch fesselnd“ sei aber Tom Courtenays Darstellung in der Hauptrolle. Peter Bradshaw lobte hingegen im selben Jahr in The Guardian, dass der Film weiterhin wie ein „K.-o.-Schlag“ wirke und das Ende für ihn mitreißend sei, da er der Hauptfigur ebenso gut den Sieg gewünscht hätte.

## Auszeichnungen
Tom Courtenay wurde mit dem British Academy Film Award in der heute nicht mehr vergebenen Kategorie Most Promising Newcomer to Leading Film Roles (Bester Newcomer in Film-Hauptrollen) ausgezeichnet. Eine weitere Auszeichnung als bester Schauspieler erhielt er bei dem Festival Internacional de Cine de Mar del Plata.
Das British Film Institute wählte Einsamkeit des Langstreckenläufers im Jahr 1999 auf Platz 61 der besten britischen Filme des 20. Jahrhunderts. Das Magazin Time Out machte 2018 ebenfalls eine Umfrage nach dem besten britischen Film unter rund 150 Filmschaffenden und Kritikern, bei der Die Einsamkeit des Langstreckenläufers auf Platz 36 landete.